# Kristianstad FC
Kristianstad FC (KFC) är en svensk fotbollsklubb i Kristianstad i Skåne. Klubbens hemmaarena är Kristianstads fotbollsarena.
Klubben grundades 2015 genom en sammanslagning av Kristianstads FF (KFF) och Kristianstad BoIS. Dessa två klubbar var båda resultatet av tidigare sammanslagningar, varför Kristianstad FC:s föregångare är fyra till antalet – Vilans BoIF, IFK Kristianstad, Kristianstads BI (KBI) och Kristianstads IS (KIS).
Klubbens färger är orange och svart.

## Historia

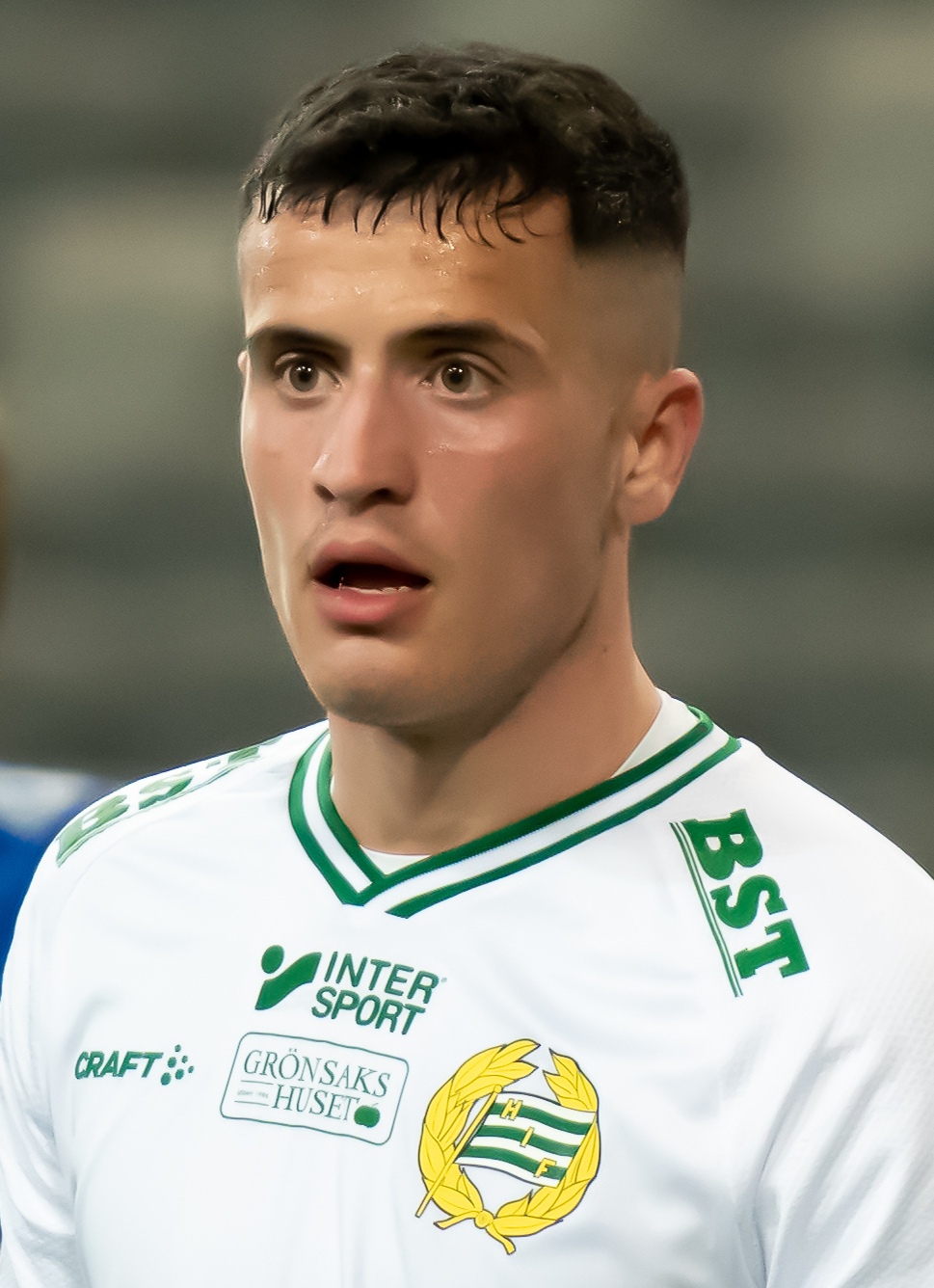
Astrit Selmani spelade för Kristianstad FC 2016.

Den 12 oktober 2015 offentliggjorde Kristianstads FF (KFF) och Kristianstad BoIS att klubbarna planerade att slås samman inför nästa säsong och på klubbarnas årsmöten den 10 december samma år fattades de formella besluten. På den nya klubben Kristianstad FC:s första årsmöte den 26 januari 2016 valdes Lars Åkerman till klubbens första ordförande.
KFC övertog 2016 KFF:s plats i seriesystemet i Division 1 (nivå 3), där det under debutsäsongen blev en femteplats före bland andra Mjällby. KFC:s första deltagande i Svenska cupen ledde till gruppspel mot AIK, Dalkurd och GAIS. Detta följdes upp med en fjärdeplats i serien 2017. Nästföljande säsong flyttade klubben från Kristianstads IP till den nybyggda Kristianstads fotbollsarena.
I juni 2018 framkom att KFC befann sig i en akut ekonomisk kris med bland annat skatteskulder på en miljon kronor. Krisen ledde till ordföranden Åkermans avgång. Det gick så långt att klubben begärdes i konkurs av Skatteverket just före säsongspremiären 2019, men klubben lyckades undvika konkurs genom insamling av pengar från supportrar och sponsorer samt genom lån från styrelsen. Krisen spred sig även till planen och KFC åkte den säsongen ned till Division 2 (nivå 4).

## Säsonger
| Seriespel | Seriespel | Seriespel  | Seriespel      | Seriespel    | Seriespel    | Seriespel | Cupspel | Cupspel       | Cupspel   | Cupspel |
| Säsong    | Nivå      | Division   | Avdelning      | Placering    | Förändring   | Källa     | Säsong  | Cup           | Resultat  | Källa   |
| --------- | --------- | ---------- | -------------- | ------------ | ------------ | --------- | ------- | ------------- | --------- | ------- |
| 2016      | 3         | Division 1 | Södra          | 5:a (av 14)  |              | [ 8 ]     | 2016/17 | Svenska cupen | Gruppspel | [ 9 ]   |
| 2017      | 3         | Division 1 | Södra          | 4:a (av 14)  |              | [ 10 ]    | 2017/18 | Svenska cupen | Omgång 2  | [ 16 ]  |
| 2018      | 3         | Division 1 | Södra          | 12:a (av 16) |              | [ 17 ]    | 2018/19 | Svenska cupen | Omgång 1  | [ 18 ]  |
| 2019      | 3         | Division 1 | Södra          | 15:e (av 16) | Nedflyttning | [ 19 ]    | 2019/20 | Svenska cupen | Deltog ej | [ 20 ]  |
| 2020      | 4         | Division 2 | Östra Götaland | 11:a (av 14) |              | [ 21 ]    | 2020/21 | Svenska cupen | Omgång 1  | [ 22 ]  |
| 2021      | 4         | Division 2 | Södra Götaland | 10:a (av 15) |              | [ 23 ]    | 2021/22 | Svenska cupen | Omgång 1  | [ 24 ]  |
| 2022      | 4         | Division 2 | Södra Götaland | 8:a (av 14)  |              | [ 25 ]    | 2022/23 | Svenska cupen | Deltog ej | [ 26 ]  |
| 2023      | 4         | Division 2 | Södra Götaland | 7:a (av 14)  |              | [ 27 ]    | 2023/24 | Svenska cupen | Deltog ej | [ 28 ]  |

## Spelartrupp
| Nr | Land    | Pos | Namn               |
| -- | ------- | --- | ------------------ |
| 2  | Sverige | F   | Erik Lindström     |
| 3  | Sverige | F   | Linus Svensson     |
| 4  | Sverige | F   | Armin Aganovic     |
| 5  | Sverige | F   | Melvin Franzén     |
| 6  | Sverige | MF  | Kasper Alsén       |
| 7  | Sverige | F   | Samuel Wikström    |
| 8  | Sverige | MF  | Sufyan Abuzayda    |
| 9  | Sverige | A   | Omar Dampha        |
| 10 | Sverige | MF  | Adrian Poletanovic |
| 11 | Sverige | A   | Paolo Lilja        |
| 12 | Sverige | MF  | David Löfquist     |
| 13 | Gambia  | MF  | Saikou Jawneh      |

| Nr | Land     | Pos | Namn                |
| -- | -------- | --- | ------------------- |
| 14 | Sverige  | A   | Albin Henningsson   |
| 16 | Albanien | A   | Rion Selimi         |
| 17 | Sverige  | F   | Melvin Ljungqvist   |
| 18 | Sverige  | F   | Colin Carlsson      |
| 20 | Sverige  | F   | Linus Ingvarsson    |
| 21 | Sverige  | MF  | Anton Bringsén      |
| 22 | Sverige  | MF  | Elvis Rama          |
| 23 | Gambia   | A   | Bubacarr Jobe       |
| 27 | Sverige  | F   | Karl Holmer         |
| 30 | Sverige  | A   | Jonathan Okenge     |
| 50 | Sverige  | MV  | Otto Larsson Wågert |

## Tränare
Klubben har haft följande huvudtränare:
- Joakim Persson (2016–2017)
- Atli Eðvaldsson (2017)
- Serdar Dayat (2018)
- Besnik Llazani (2018–2019)
- Joacim Velander (2019)
- Pierre Ferreira (2019)
- Anders Swahn (2020)
- Mladen Blagojevic (2021–)